# Álvaro Mesén
Álvaro Mesén Murillo (Alajuela, 24 de diciembre de 1972) es un exfutbolista costarricense. Jugaba en la posición de portero y su último club fue Liberia Mía de la Primera División de Costa Rica. 
Mesén se dio a conocer con el LD Alajuelense y también es famoso por sus campañas, siendo nombrado embajador de la FIFA en 2001 y apoyando la campaña Marcha global contra el trabajo infantil del Mundial de 2002. Ha sido llamado a la Selección de Costa Rica en dos mundiales, en 2002 y en 2006 pero sin jugar ningún partido. Estando a 18 de mayo de 2006 ha disputado 37 encuentros internacionales.

## Clubes
| Club              | País       | Año       |
| ----------------- | ---------- | --------- |
| L. D. Alajuelense | Costa Rica | 1992-2004 |
| C. S. Herediano   | Costa Rica | 2004-2006 |
| Brujas F. C.      | Costa Rica | 2006-2007 |
| Liberia Mía       | Costa Rica | 2007-2010 |

## Palmarés

#### Títulos nacionales
| Título                         | Equipo            | País       | Año  |
| ------------------------------ | ----------------- | ---------- | ---- |
| Primera División de Costa Rica | L. D. Alajuelense | Costa Rica | 1992 |
| Primera División de Costa Rica | L. D. Alajuelense | Costa Rica | 1996 |
| Primera División de Costa Rica | L. D. Alajuelense | Costa Rica | 1997 |
| Primera División de Costa Rica | L. D. Alajuelense | Costa Rica | 2000 |
| Primera División de Costa Rica | L. D. Alajuelense | Costa Rica | 2001 |
| Primera División de Costa Rica | L. D. Alajuelense | Costa Rica | 2002 |
| Primera División de Costa Rica | L. D. Alajuelense | Costa Rica | 2003 |
| Primera División de Costa Rica | Liberia Mía       | Costa Rica | 2009 |

#### Títulos internacionales
| Título                           | Equipo                  | Sede                                    | Año  |
| -------------------------------- | ----------------------- | --------------------------------------- | ---- |
| Torneo Grandes de Centroamérica  | L. D. Alajuelense       | Centroamérica                           | 1996 |
| Copa Interclubes de la Uncaf     | L. D. Alajuelense       | Costa Rica                              | 2002 |
| Copa Centroamericana             | Selección de Costa Rica | Panamá                                  | 2003 |
| Liga de Campeones de la Concacaf | L. D. Alajuelense       | Norteamérica, Centroamérica y el Caribe | 2004 |